# Kinderverlobung
Kinderverlobung bezeichnet ein Verlöbnis zwischen minderjährigen Kindern, mit der ihre Eltern eine arrangierte Heirat vorbereiten – im Unterschied zu einer Kinderheirat, die vor dem Erreichen der Ehemündigkeit geschlossen wird. Oft werden Güter während der Verlobungsfeier ausgetauscht (als Brautpreis, Morgengabe oder Mitgift), um den bindenden Charakter des Verlobungsvertrages zu bekräftigen.
Kinderverlobungen und sogenannte „Wiegenheiraten“ waren in Zentralasien früher weit verbreitet. Bei den Usbeken findet sich noch heute mit der „Jetek Tschirtisch“ eine Form der Kinderverlobung, bei der zwei kleine Kinder unterschiedlichen Geschlechts einander versprochen werden. Die Bezeichnung entstammt dem Brauch, bei der entsprechenden Zeremonie die Kleidung der beiden Kinder zu zerreißen.
Beim kleinen Kadar-Volk im Norden Nigerias in Afrika werden die meisten Ehen zwischen Männern und Frauen geschlossen, die bereits als Kinder miteinander verlobt wurden. Der Vater der Braut oder des Bräutigams arrangiert eine solche Kinderverlobung, wenn das Mädchen drei bis sechs Jahre alt ist. Etwa zehn Jahre später folgt das eheliche Zusammenleben der Verlobten. Wurde das Kadar-Mädchen in der Zwischenzeit von einem anderen Mann geschwängert, stört das den künftigen Ehemann nicht.

## Geschichte
Kinderverlobungen wurden manchmal im Rahmen einer adeligen „Heiratspolitik“ eingesetzt, um Gebiete und ihre Herrscherfamilien durch Ehebündnisse miteinander zu verbinden und dadurch politische Macht zu sichern oder auszuweiten.
Beispielsweise fand eine Kinderverlobung 1496 zwischen der fünfjährigen Erbtochter Maria von Jülich-Berg und dem sechsjährigen Johann von Kleve-Mark auf Schloss Burg im heutigen Solingen statt. 14 Jahre später wurde am 1. Oktober 1510 in Düsseldorf die Hochzeit gefeiert, als sogenannte Klever Union. Die Kinderverlobung bahnte hierbei die Zusammenführung der Länder Jülich-Berg mit Kleve, Mark und Ravensberg an zu den vereinigten Herzogtümern Jülich-Kleve-Berg und machte Johann von Jülich-Kleve-Berg ab 1521 zum mächtigsten Fürsten im deutschen Westen.